# Ирландия на летних Олимпийских играх 2000
Ирландия на летних Олимпийских играх 2000 была представлена 64 спортсменами в 10 видах спорта. Страна заняла 64-е место в общекомандном медальном зачёте.

## Медалисты

### Серебро
| Серебро |                 |                         |
| №       | Спортсмены      | Вид спорта (дисциплина) |
| 1       | Соня О’Салливан | Бег (женщины, 5 000м.)  |

## Состав олимпийской сборной Ирландии

### Плавание
Спортсменов — 3
В следующий раунд на каждой дистанции проходили лучшие спортсмены по времени, независимо от места занятого в своём заплыве.
Мужчины
| Спортсмен | Соревнование | Предварительные заплывы | Предварительные заплывы | Полуфиналы | Полуфиналы | Финал     | Финал     |
| Спортсмен | Соревнование | Результат               | Место                   | Результат  | Место      | Результат | Место     |
| --------- | ------------ | ----------------------- | ----------------------- | ---------- | ---------- | --------- | --------- |
| Эндрю Бри | 100 м брасс  | 1:04,58                 | 41                      | Не прошёл  | Не прошёл  | Не прошёл | Не прошёл |

Женщины
| Спортсменка   | Соревнование         | Предварительные заплывы | Предварительные заплывы | Полуфиналы | Полуфиналы | Финал     | Финал     |
| Спортсменка   | Соревнование         | Результат               | Место                   | Результат  | Место      | Результат | Место     |
| ------------- | -------------------- | ----------------------- | ----------------------- | ---------- | ---------- | --------- | --------- |
| Шанталь Гибни | 400 м вольным стилем | 4:23,73                 | 34                      |            |            | Не прошла | Не прошла |
| Эмма Робинсон | 100 м брасс          | 1:13,41                 | 29                      | Не прошла  | Не прошла  | Не прошла | Не прошла |

### Стрельба
Спортсменов — 2
После квалификации лучшие спортсмены по очкам проходили в финал, где продолжали с очками, набранными в квалификации. В некоторых дисциплинах квалификация не проводилась. Там спортсмены выявляли сильнейшего в один раунд.
Мужчины
| Спортсмен     | Соревнование | Квалификация | Место | Финал     | Место     | Всего | Место |
| ------------- | ------------ | ------------ | ----- | --------- | --------- | ----- | ----- |
| Дерек Барнетт | Трап         | 111          | 18    | Не прошёл | Не прошёл | 111   | 18    |
| Дэвид Мэлоун  | Трап         | 110          | 22    | Не прошёл | Не прошёл | 110   | 22    |

## Внешние ссылки
- Ирландия на летних Олимпийских играх 2000  (англ.)